# Asko Parpola

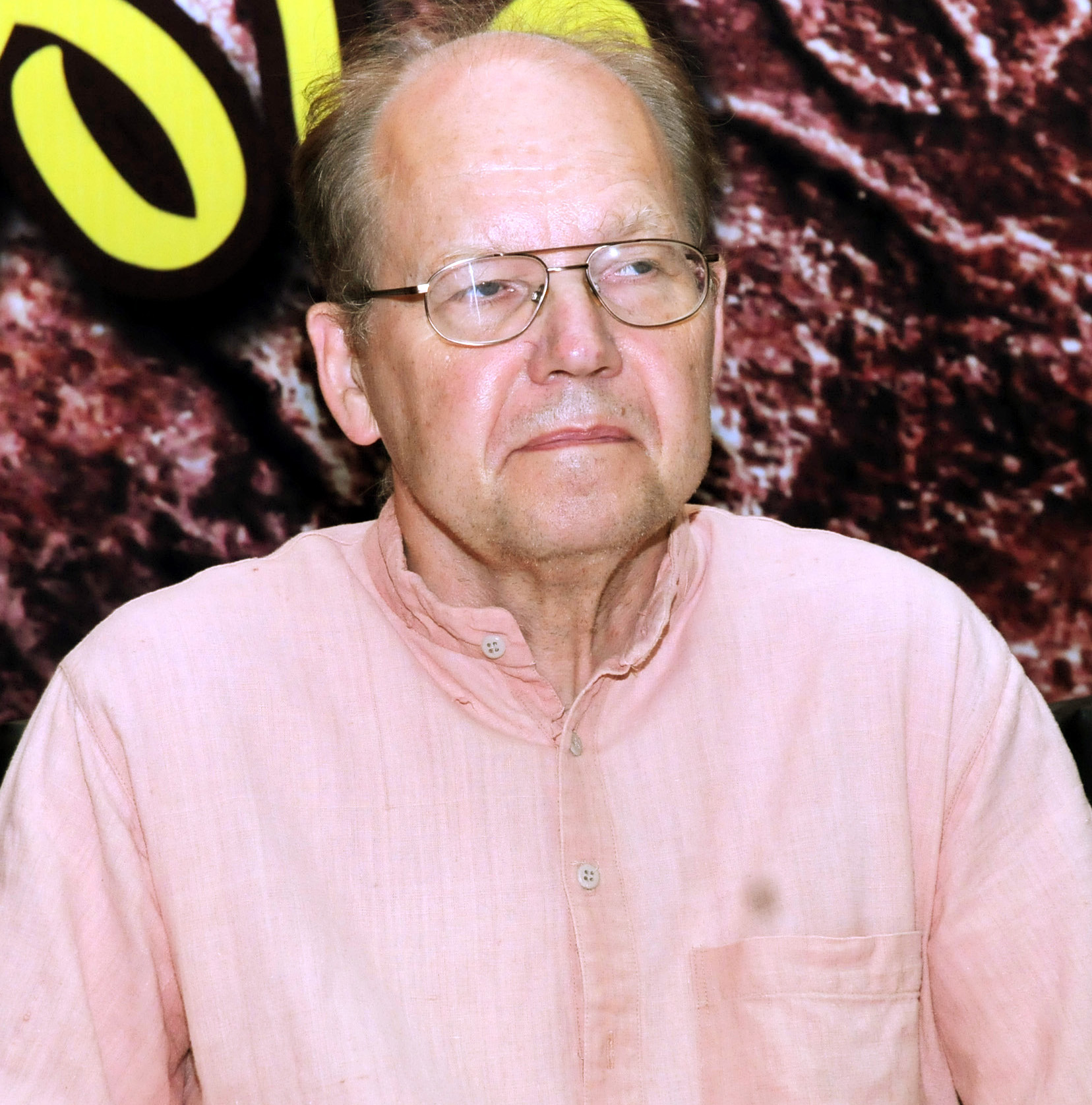
Asko Parpola

Asko Heikki Siegfried Parpola (ur. 12 lipca 1941 w Forssie) – fiński indolog, profesor Uniwersytetu Helsińskiego.

## Życiorys
Parpola ukończył szkołę średnią w Helsinkach w 1959. W tym samym roku rozpoczął studia na Uniwersytecie Helsińskim; na początku była to filologia klasyczna, jednak po niedługim czasie zamienił to na sanskryt i indoeuropejskie porównawcze językoznawstwo. Uzyskał bakalaureat w 1963 i licencjat w 1966, zaś w 1968 stopień naukowy doktora w zakresie sanskrytu i indoeuropejskiego językoznawstwa porównawczego. Rozprawa doktorska, napisana pod kierunkiem Pentti Aalto, traktowała o do tamtej pory nieprzetłumaczonej sutrze Drāhyayana-Śrauta i była kontynuacją pracy, którą rozpoczął Julio Reuter. Pierwszą podróż do Indii odbył 1971. W latach 1982–2004 był na tej uczelni profesorem nadzwyczajnym indologii. Był naukowcem wizytującym w Kolegium Churchilla (Uniwersytet w Cambridge) w 1987, a także na Uniwersytecie Kiotyjskim w 1999.
Parpola badał między innymi religie Indii (hinduizm i jego święte księgi Wedy). W roku 1994 napisał monografię Deciphering the Indus script traktującą o starożytnej kulturze Indusu i jej systemu pisma, który usiłował rozszyfrować. W dziele tym zgromadził całą istniejącą wiedzę na temat tego systemu pisma, na podstawie niemal 4000 znanych tekstów, i doszedł do wniosku, że prawdopodobnie jego całkowite odszyfrowanie jest niemożliwe, ponieważ zachowane teksty są zbyt krótkie. Postawił również hipotezę, że język doliny Indusu należał do języków drawidyjskich. Do jego badań zainspirowała go praca Johna Chadwicka, który odszyfrował był pismo linearne B. W badaniach języka doliny Indusu Parpola współpracował między innymi ze swoim bratem, asyrologiem Simo Parpolą, oraz z lingwistą komputerowym Kimmo Koskenniemi. Sam Chadwick zarekomendował dzieło Deciphering the Indus Script do wydania przez Cambridge University Press.
W kręgu jego zainteresowań znajduje się również prehistoryczna archeologia Azji Południowej oraz języki Indii, jak sanskryt, malajalam, tamilski. Zorganizował nauczanie języków tamilskiego i malajalam w Uniwersytecie Helsińskim przez rodzimych użytkowników tych języków.
Kawaler I klasy Orderu Białej Róży Finlandii 1990, komandor Orderu Lwa Finlandii; członek Suomalainen Tiedeakatemia od 1990; honorowy członek American Oriental Society; od 2000 członek Academia Europaea. W 2015 za swoją pracę nad sanskrytem wyróżniony został nagrodą prezydenta Indii.
Jest bratem asyriologa Simo Parpola. Jego żona, Marjatta Parpola, jest antropologiem kulturowym (badaczem kultury braminów w Kerali).